# 下丘
下丘(inferior colliculus,IC)は、中脳に位置する一対の構造である。下丘は、脳幹からの聴覚入力が全て入力する部位であるとともに、聴覚野や内側膝状体からの下行性入力も受ける聴覚系における重要な脳部位である。また、聴覚系以外の体性感覚や眼球位置などの多様なモダリティの情報を受け取ることが知られており、様々な情報が収斂する情報統合の場として考えられている。

## 解剖学的構造
下丘は、上丘の直下に存在し、腹側部には中脳中心灰白質が存在する。上丘と下丘は合わせて、四丘体(corpora quadrigemina)と呼ばれる。下丘は、三つの細胞構築や入出力構造の異なる部位に分けられ、それぞれ中心核(CIC)、外側皮質(ECIC）、背側皮質(DCIC)と呼ばれる。これらの下位領域の内、中心核には全ての聴覚情報が入力するとされている。脳幹からの聴覚情報は、蝸牛神経核を起点とする。蝸牛神経核からの投射線維である聴条の多くは、橋被蓋を横走した後外側毛帯という神経線維束を形成することで交叉性に下丘へと投射している。また、蝸牛神経核からの投射線維には、橋に存在する上オリーブ核を経由して、その後下丘へと投射するものも存在する。
下丘への入力は他にも聴覚野、扁桃体基底核、黒質、青斑核、腹側被蓋野、上丘深層、三叉神経核、脚橋被蓋核、背外側被蓋核からの入力が存在し、聴覚野からの下行性入力は主に背側皮質が、その他の部位からのマルチモーダルな入力は主に外側皮質が受け取っているとされている
下丘からは、上位の聴覚経路である内側膝状体へと投射を行っている。下丘からの投射線維は下丘腕(The branchium of the inferior colliculus)と呼ばれる。

## 機能

### 周波数符号化
下丘は下位脳幹からの聴覚入力を元に周波数符号化を行っている。下丘において音の高低の情報は、下丘ニューロンの位置として符号化されている。すなわち、下丘の背外側部には低い周波数の聴覚入力に対して応答を示すニューロンが存在し、腹内側にかけて応答を示す周波数が高くなり最も腹内側部のニューロンが最も高い周波数の聴覚入力に対して応答を示す。このような周波数情報を空間的情報へと変換する機構は聴覚野や蝸牛神経核においても見られる普遍的特徴でありトノトピー(周波数局在)と呼ばれる。

### 音源定位
下丘は音がどこで発生したものであるのかを決定する音源定位において統合的な役割を果たしている。下丘の外側皮質においては、内側上オリーブ核、外側上オリーブ核、背側蝸牛神経核で抽出された両耳時間差両耳強度差頭部伝達関数に基づくスペクトル変化の3つの音源定位に関わる情報が収斂する
。
そのために下丘においては、音源位置が神経情報化されていると考えられており、実際にメンフクロウの下丘では特定方向からの音にのみ選択的に応答する神経細胞が存在し、聴覚空間地図を形成していると報告されている。